# Harderwijk
Harderwijk (anhörenⓘ) ist eine Stadt und Gemeinde der niederländischen Provinz Gelderland mit 50.070 Einwohnern. Zur Gemeinde gehört auch das Dorf Hierden, das 3.085 Einwohner zählt.

## Lage und Wirtschaft

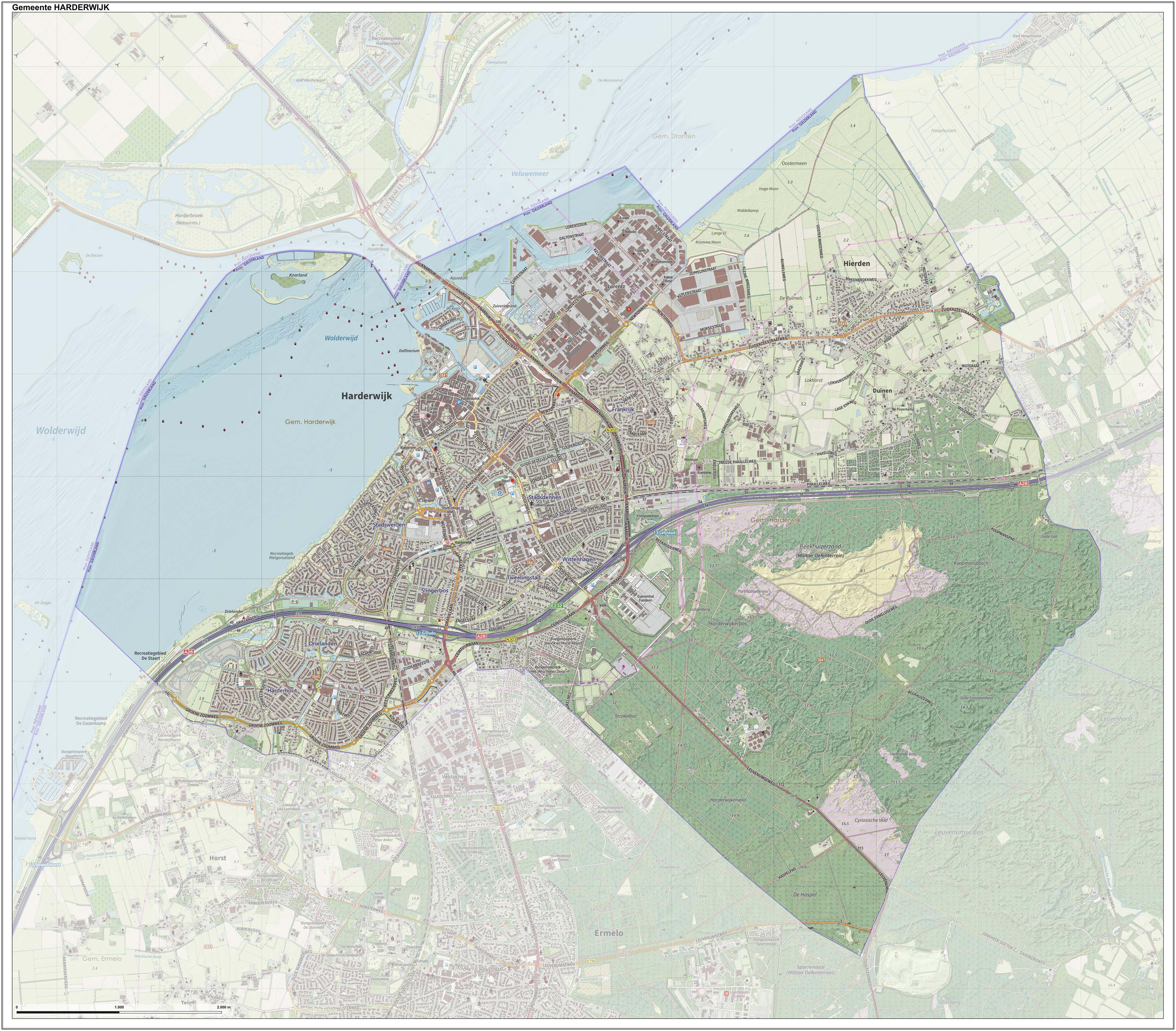
Topographische Karte

Die Stadt liegt am Veluwemeer, an der Autobahn A 28 Amersfoort–Zwolle und an der Bahnstrecke Utrecht–Kampen, etwa auf halbem Wege zwischen diesen beiden Städten; doch halten in Harderwijk nur Lokalzüge.
Ein Aquädukt im Veluwemeer überquert die Straße, die in die benachbarte Provinz Flevoland führt (Straße nach Lelystad).
Harderwijk verfügt über Hafenanlagen für Touristen und für die Berufsschifffahrt.
Die Haupterwerbszweige der Stadt sind der Tourismus, die Industrie (vornehmlich Kleingewerbe), das Militär (mehrere Kasernen) und der Dienstleistungssektor (u. a. Krankenhaus, Amtsgericht (kantongerecht), Steueramt). Die Landwirtschaft und die bis 1932 noch wichtige Fischerei sind heute eher unbedeutend. Jedoch wird die Stadt aufgrund ihrer fischereiwirtschaftlichen Vergangenheit bis heute stark mit der Aalfischerei und dem Räucheraal in Verbindung gebracht.

## Geschichte
In der Umgebung Harderwijks lag schon im Mittelalter das nicht unbedeutende Bauerndorf Selhorst. Die Stadt selbst wurde erstmals 1231 (Herderewich) erwähnt, als Graf Otto II. von Geldern dem Marktflecken das Stadtrecht verlieh.
Sie entwickelte sich zu einer überregional bedeutenden Fischerei- und Hafenstadt, trat im 15. Jahrhundert der Hanse bei und verfügte über eine verhältnismäßig gute Verbindung über Land zum Rhein (karweg, Karrenstraße nach Arnhem).
Im Jahr 1584 erhielt Harderwijk das Recht, die Münzen der Provinz Gelderland zu prägen. Zwischen 1647 und 1811, als Ludwig Napoleon sie auflöste, hatte Harderwijk eine Universität, wo einige später berühmte Gelehrte wie Carl von Linné, Herman Boerhaave und Anton Matthias Sprickmann promovierten.
Harderwijk erlebte im 18. Jahrhundert einen großen wirtschaftlichen Rückgang. Im Jahr 1814/15 wurde es mit der Gründung des Koloniaal Werfdepot zur Garnisonsstadt. Das Koloniaal Werfdepot war eine Ausbildungs- und Musterungsstelle für Soldaten, die in Niederländisch-Indien, dem heutigen Indonesien, dienen sollten. Die benachbarten Wald- und Heidegebiete waren später als Truppenübungsgelände für Infanterie und Artillerie in Gebrauch. Das Militär brachte eine Verbesserung der Harderwijker Wirtschaft. Ein neuer Rückschlag war 1932 der Wegfall der Fischerei, als die Zuidersee nicht länger mit der Nordsee in Verbindung stand.
Nach dem Zweiten Weltkrieg wurden die Kleinindustrie und der Tourismus stark gefördert. Nach 1980 wurde Harderwijk mit vielen Neubauvierteln stark vergrößert, und immer noch werden jedes Jahr viele Wohnungen hinzu gebaut.

## Politik

### Bürgermeister
Seit dem 5. September 2023 ist Jeroen Joon (VVD) zunächst kommissarischer und seit dem 26. September 2024 offizieller Bürgermeister der Gemeinde.

### Kollegium von Bürgermeister und Beigeordneten
Das Kollegium besteht für den Zeitraum von 2018 bis 2022 aus Mitgliedern der Parteien CDA, ChristenUnie, Harderwijk Anders und VVD. Sie wurden im Rahmen einer Ratssitzung am 24. Mai 2018 berufen. Folgende Personen gehören zum Kollegium und sind in folgenden Bereichen zuständig:
| Name                    | Partei            | Ressort |
| ----------------------- | ----------------- | --- |
| Gert Jan van Noort      | Harderwijk Anders | Sozialhilfegesetz, Jugend, Partizipationsgesetz, häusliche Gewalt, sicheres Zuhause, soziale Pflege und Betreuung, Schüler-Angelegenheiten, angemessene Bildung, Kinderbetreuung, Wohl, Kultur |
| Christianne van der Wal | VVD               | Wirtschaft und Arbeitsmarkt, Gewerbegebiete, Erholung, Tourismus und Veranstaltungen, Nachhaltigkeit, Wasser, Projekt Waterfront, Dreiländer und Bahnhofsumgebung                              |
| Marcel Companjen        | ChristenUnie      | Umweltgesetz, -dienst Noord-Veluwe, integrale Aufrechterhaltung, Stadt-Aufsicht, Gesundheit, Bildungshäuser, Sport, Lebensqualität, bezirksgezieltes Arbeiten                                  |
| Jeroen de Jong          | CDA               | Finanzen, Geschäftsführung, Dienstleistung, vitale Ferienparks, Wohnen und übriger Raum, Stadtbetrieb, Grün, Denkmäler und Archäologie, Mobilität, Verkehrssicherheit und Parken               |

Das Amt des Gemeindesekretärs wird von Jan Peter Wassens ausgeübt.

### Sitzverteilung im Gemeinderat
Der Gemeinderat wird seit 1982 folgendermaßen gebildet:
| Partei                            | Sitze a | Sitze a | Sitze a | Sitze a | Sitze a | Sitze a | Sitze a | Sitze a | Sitze a | Sitze a | Sitze a |
| Partei                            | 1982    | 1986    | 1990    | 1994    | 1998    | 2002    | 2006    | 2010    | 2014    | 2018    | 2022    |
| --------------------------------- | ------- | ------- | ------- | ------- | ------- | ------- | ------- | ------- | ------- | ------- | ------- |
| Harderwijk Anders b c             | –       | –       | –       | –       | –       | –       | –       | 4       | 4       | 6       | 10      |
| ChristenUnie                      | –       | –       | –       | –       | –       | 4       | 5       | 5       | 6       | 5       | 4       |
| VVD                               | 5       | 4       | 4       | 4       | 5       | 4       | 4       | 6       | 4       | 6       | 3       |
| CDA                               | 9       | 8       | 9       | 8       | 7       | 7       | 5       | 5       | 6       | 4       | 3       |
| Gemeentebelang Harderwijk/Hierden | –       | 1       | 1       | 1       | 1       | 2       | 2       | 3       | 3       | 1       | 3       |
| D66 d                             | –       | –       | –       | 2       | 4       | –       | –       | –       | 2       | 3       | 2       |
| Progressief Harderwijk d          | 2       | 3       | 3       | 2       | 4       | –       | –       | –       | –       | –       | –       |
| PvdA                              | 2       | 4       | 4       | 3       | 4       | 4       | 4       | 4       | 4       | 2       | 2       |
| GroenLinks                        | –       | –       | –       | –       | –       | –       | –       | –       | –       | 1       | 1       |
| SGP                               | 5       | 3       | 4       | 5       | 1       | 1       | 0       | –       | –       | 1       | 1       |
| RPF                               | 5       | 3       | 4       | 5       | 3       | –       | –       | –       | –       | –       | –       |
| GPV                               | 5       | 3       | 4       | 5       | 3       | –       | –       | –       | –       | –       | –       |
| Stadspartij Harderwijk b d        | –       | –       | –       | –       | –       | 3       | 4       | –       | –       | –       | –       |
| Harderwijk Anders b               | –       | –       | –       | –       | –       | 2       | 3       | –       | –       | –       | –       |
| Gesamt                            | 23      | 23      | 25      | 25      | 25      | 27      | 27      | 27      | 29      | 29      | 29      |

Anmerkungen

## Sehenswürdigkeiten
- Das Delphinarium Dolfinarium Harderwijk
- Die Küste des Veluwemeers (Jachthafen, Badestrand)
- Das Hinterland Veluwe mit seinen Wäldern und Heidegebieten
- Die Innenstadt mit der spätgotischen Liebfrauenkirche (15. Jahrhundert), dem malerischen Stadttor Vischpoort (Fischtor), dem kleinen Turm Linnaeustorentje (17. Jahrhundert) und mehreren alten Häusern aus dem 17.–19. Jahrhundert (siehe auch: Synagoge (Harderwijk))
- Im alten Bauerndorf Hierden tragen die alten Frauen ab und zu noch Trachten.
- Das Heimatmuseum Stadsmuseum Harderwijk in der Innenstadt
- Das Schloss Essenburgh in einem Park ist nur von außen zu besichtigen.
- Mehrere touristische Veranstaltungen, u. a. die jährlichen Fischereitage, erinnern an frühere Zeiten, als Harderwijk noch ein bedeutender Fischereihafen war.

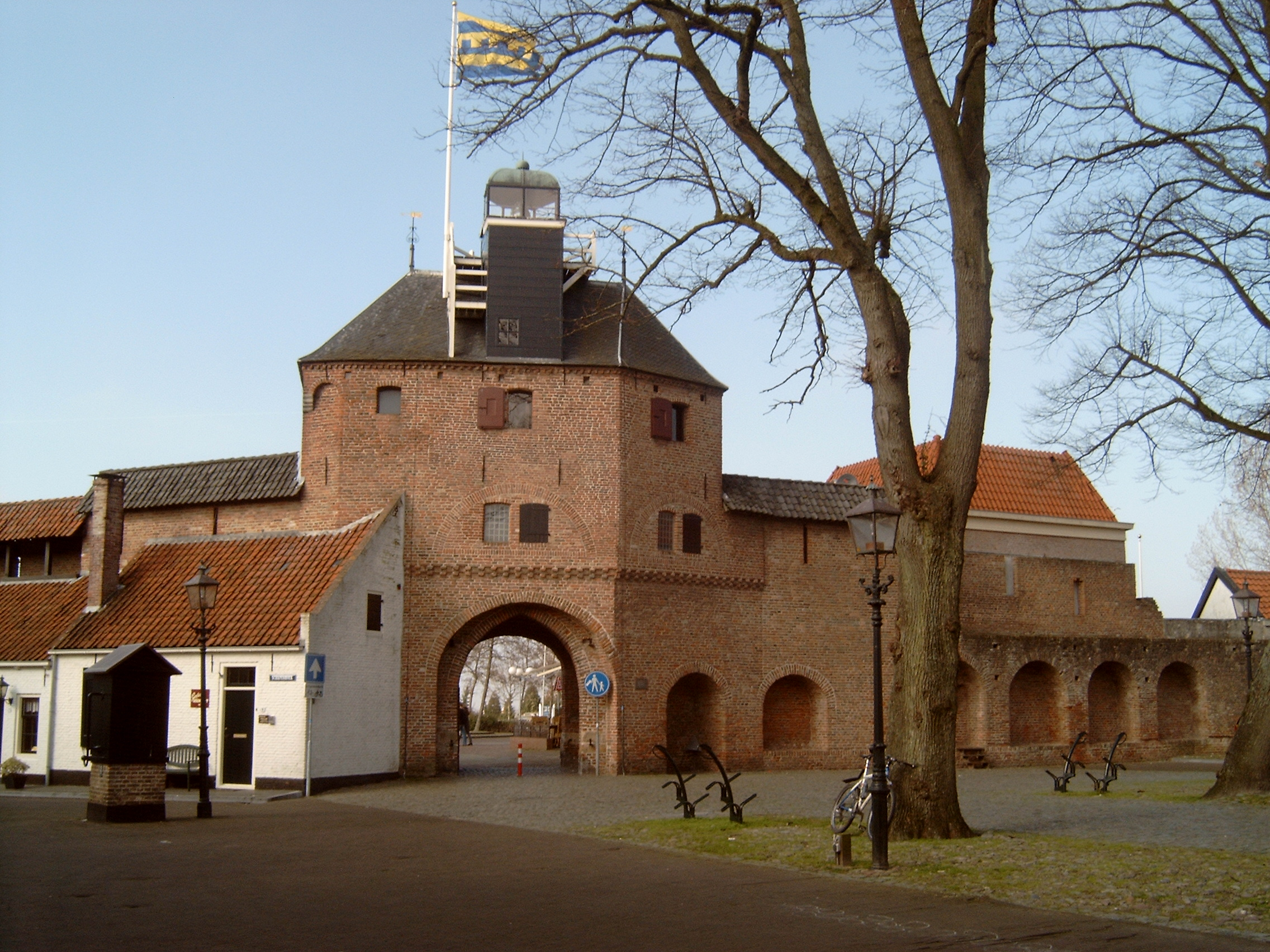
Tor de Vischpoort
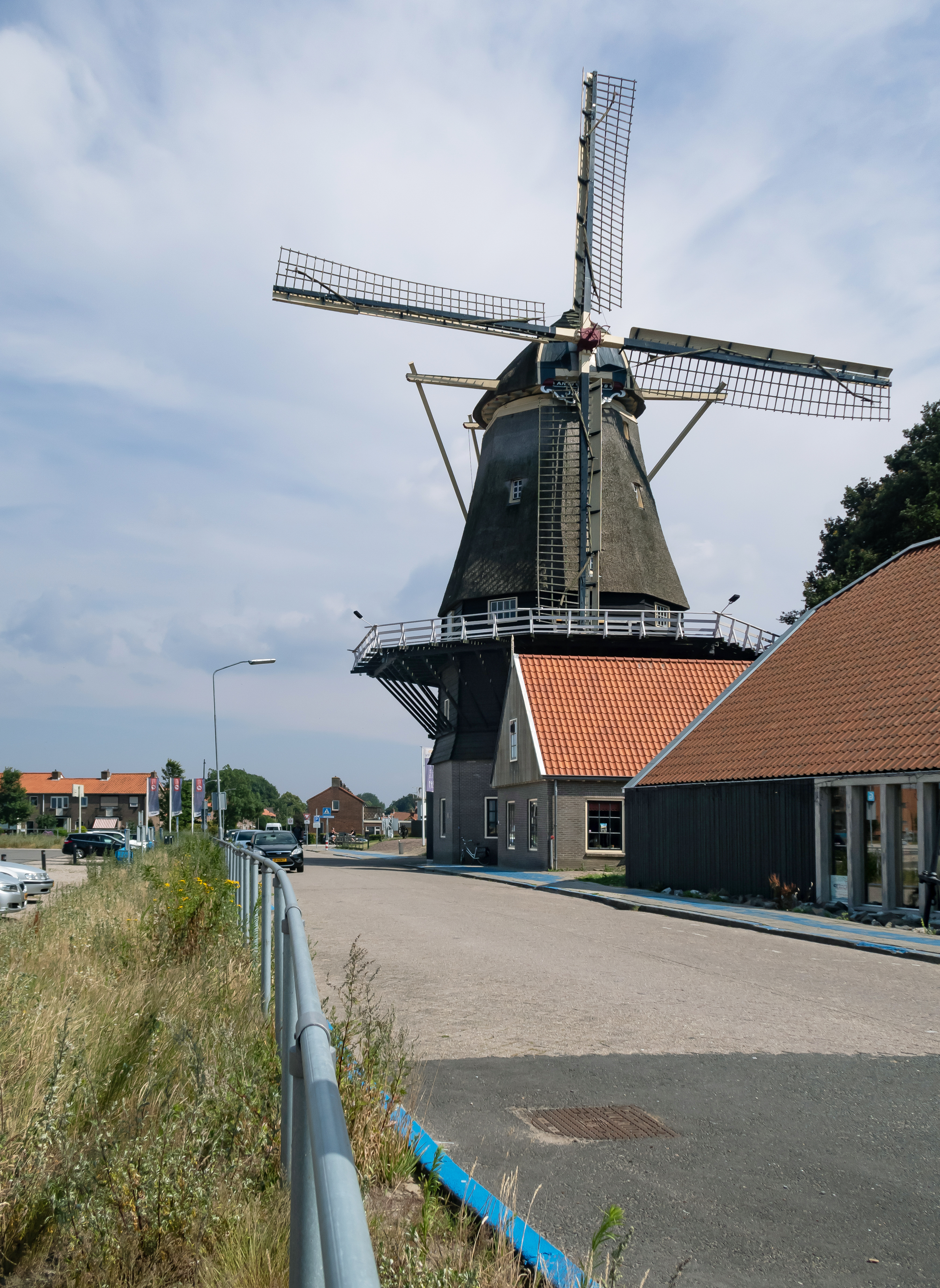
Windmühle de Hoop
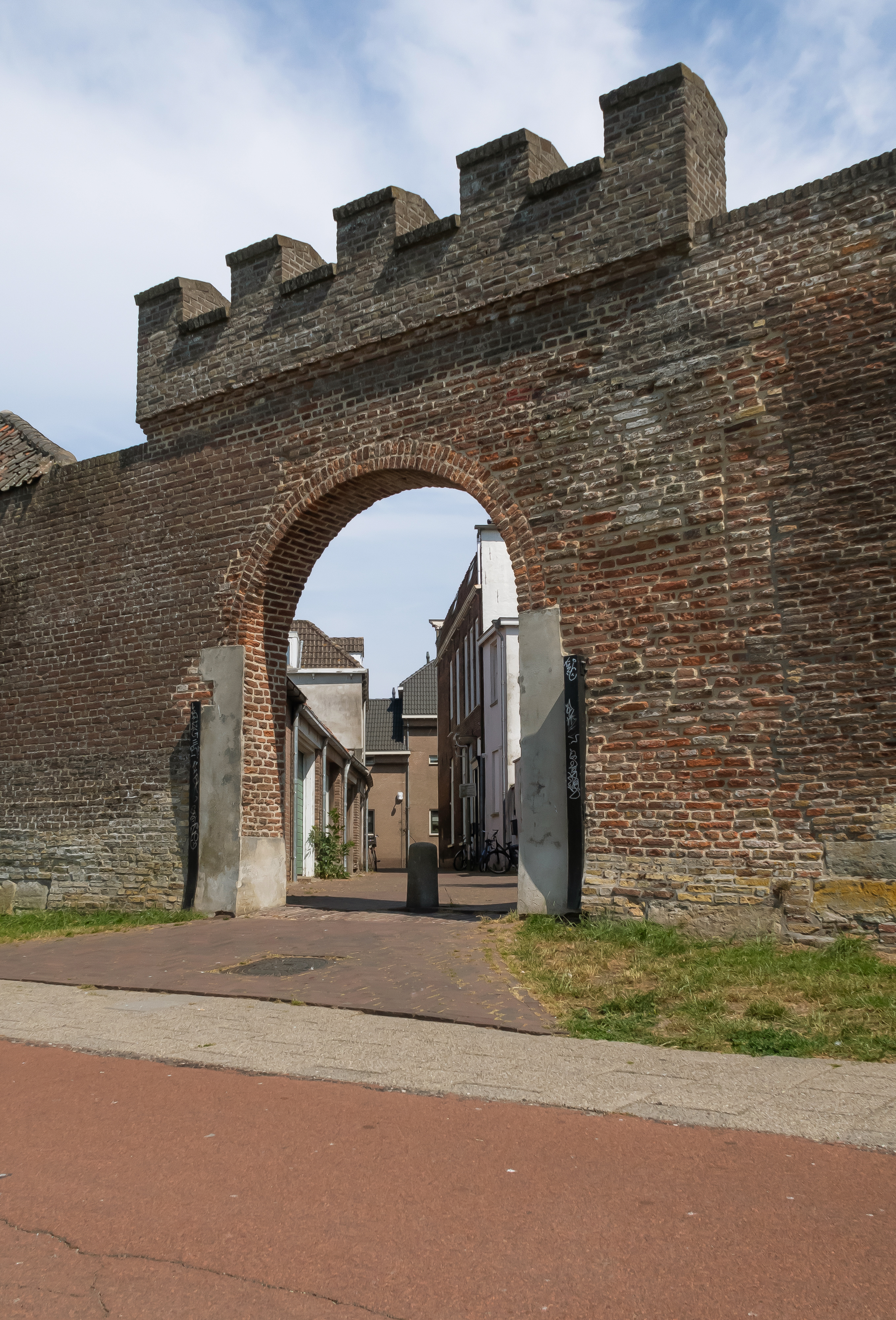
Tor nach der Blauweverversteeg
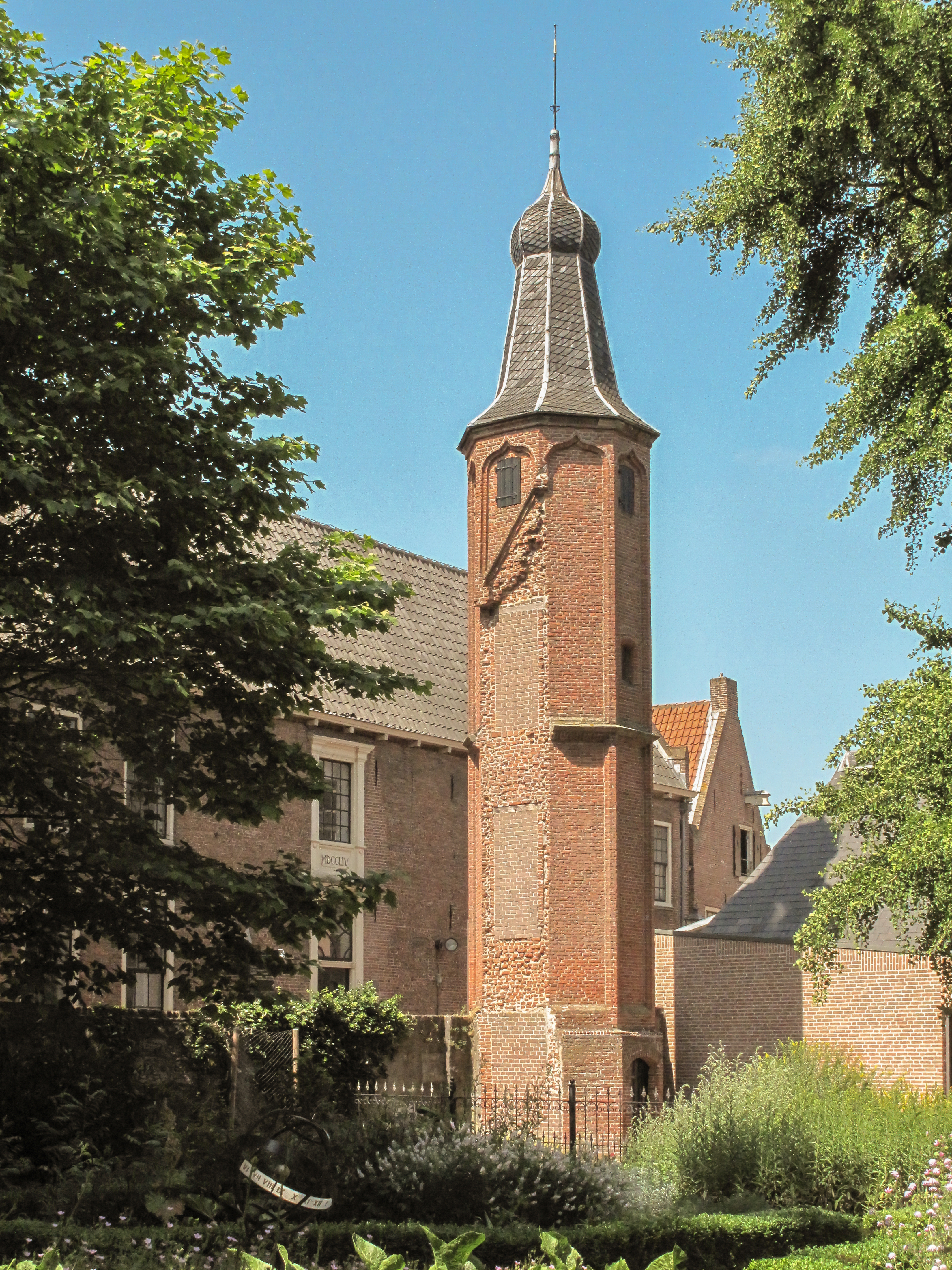
Turm Linnaeustorentje
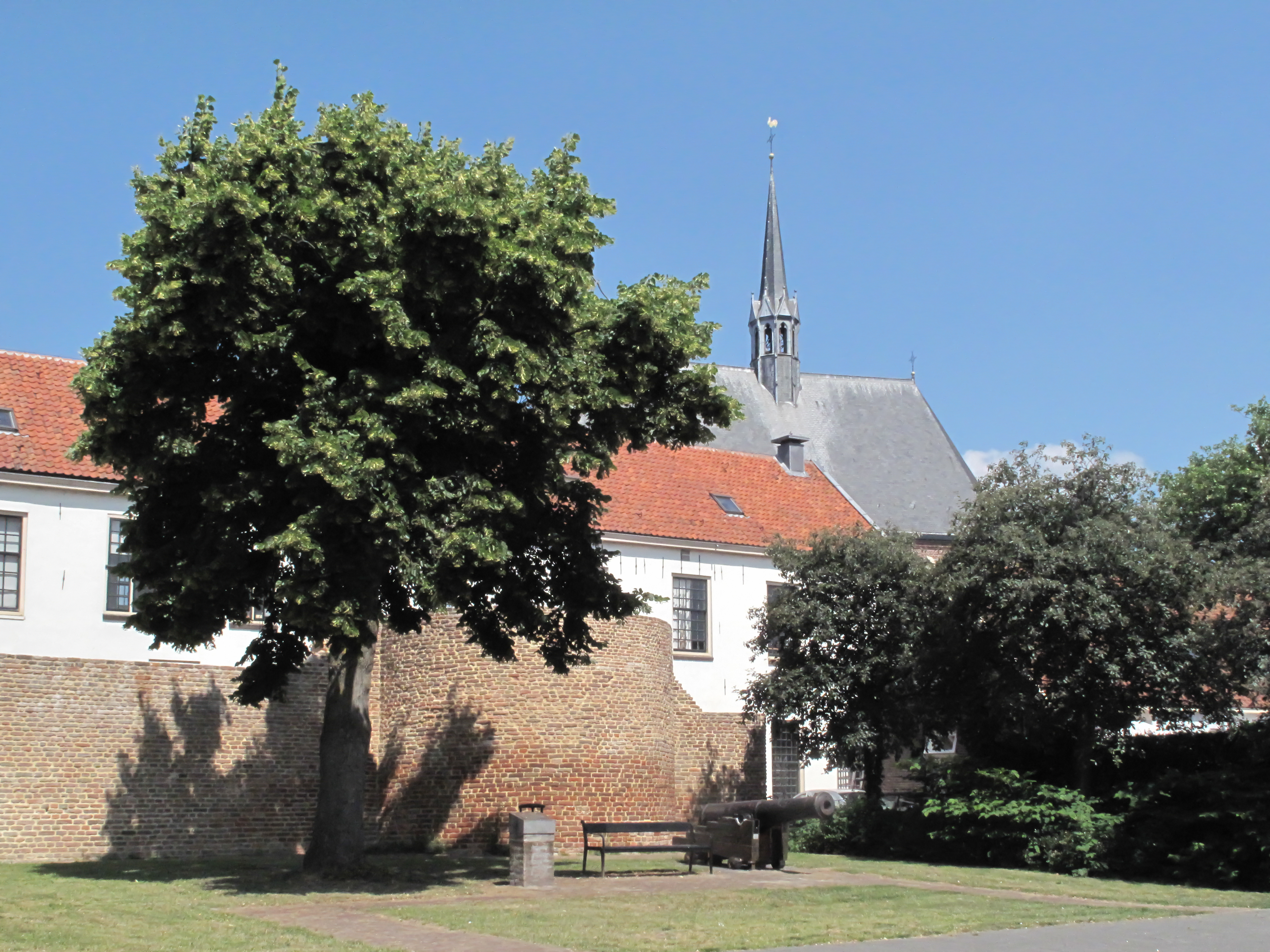
Stadtmauer, Kanone und Kirchturm
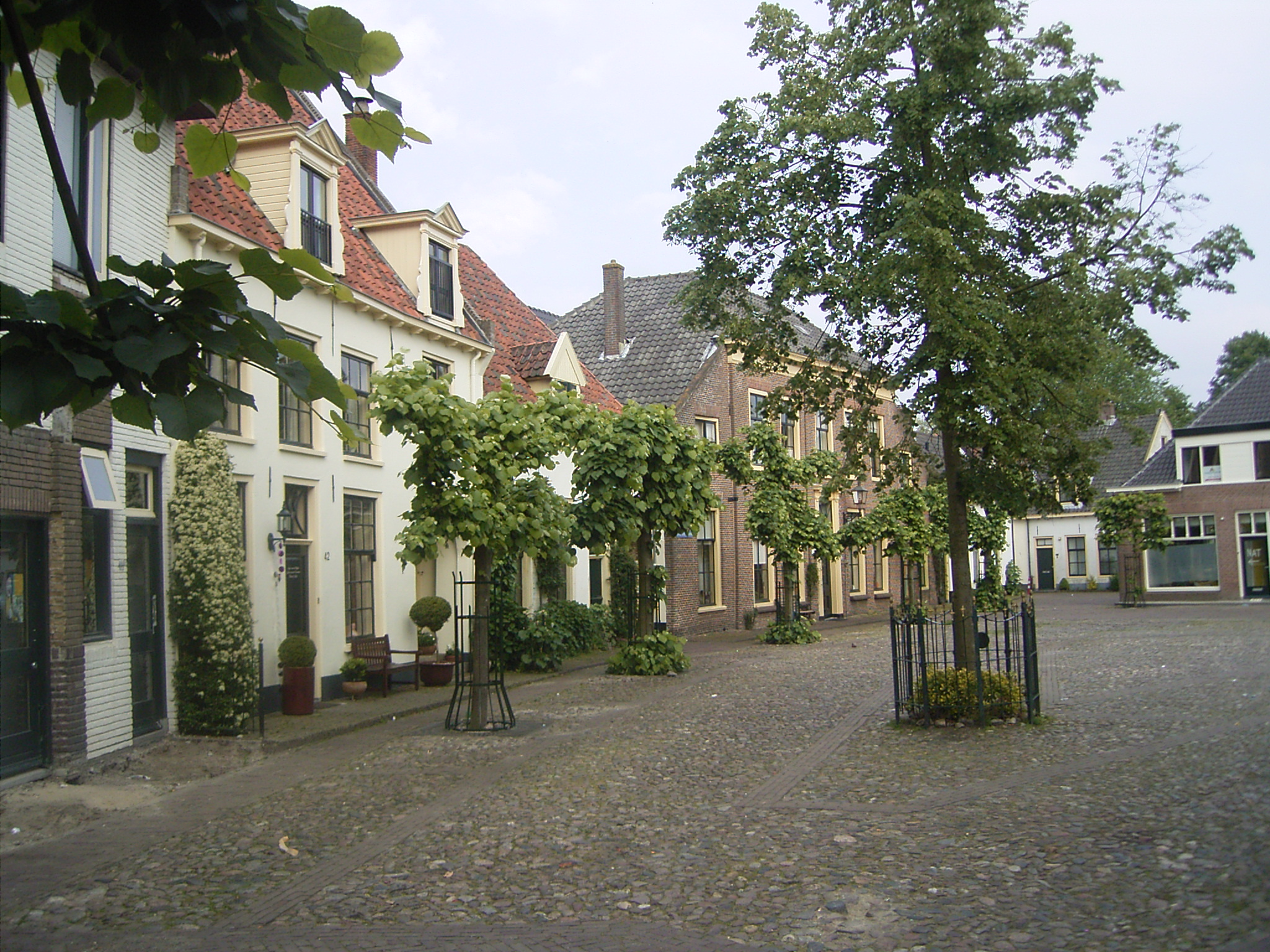
Platz Smeepoortenbrink
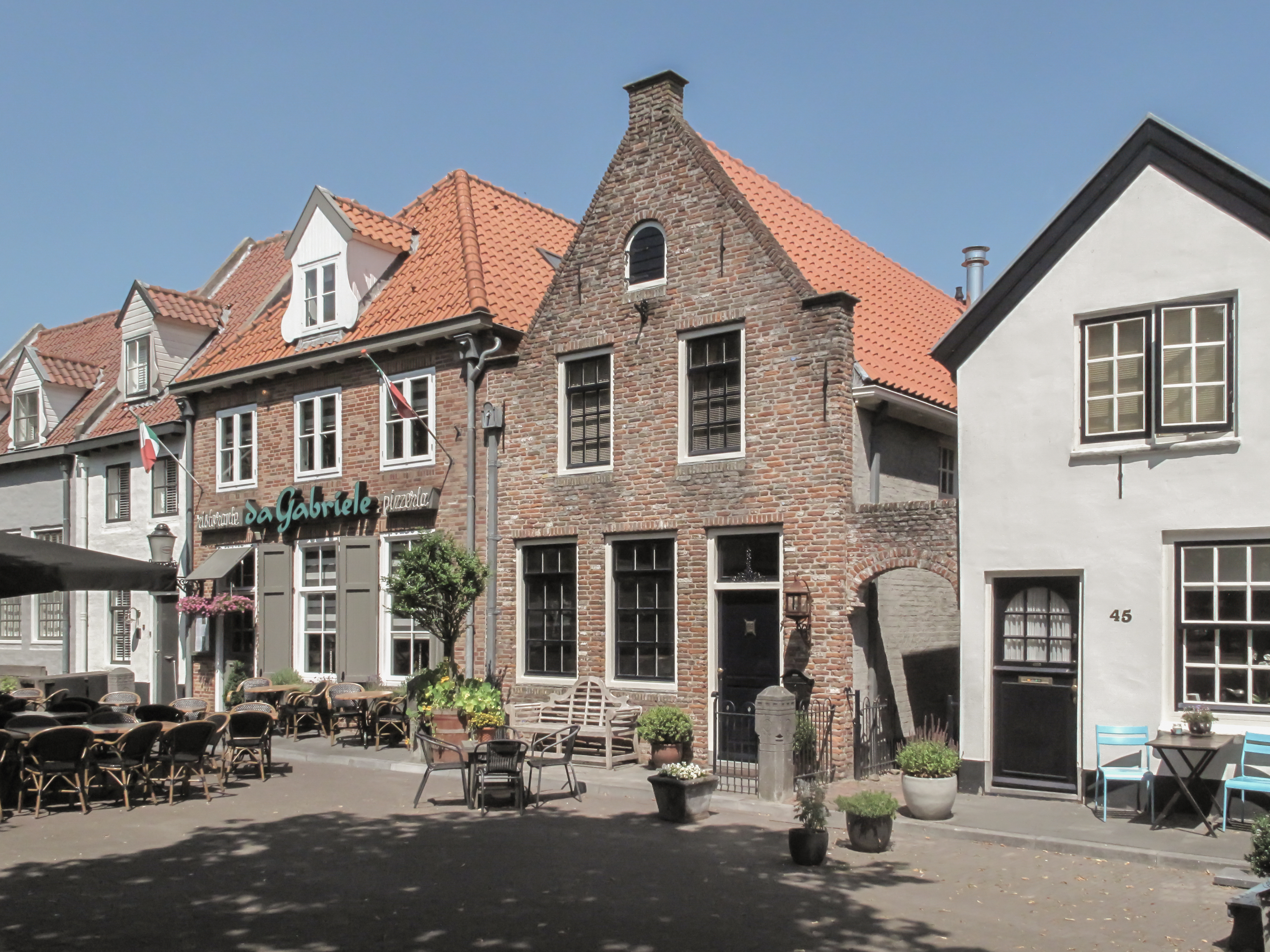
Vischmarkt

## Städtepartnerschaften
- Znaim, Tschechien

## Töchter und Söhne der Stadt
- Jan Karel Hendrik de Roo van Alderwerelt (1832–1878), Offizier und Politiker
- Gijsbert Hendrik Lamers (1834–1903), reformierter Theologe
- Henriëtte van der Meij (1850–1945), Journalistin und Frauenrechtlerin
- Eliseu van de Weijer (1880–1966), römisch-katholischer Geistlicher
- Hendrikus John Everhardus Schiffmacher (* 1952), Tätowierer
- Thea Limbach (* 1959), Eisschnellläuferin
- Liesbeth Migchelsen (1971–2020), Fußballspielerin und -trainerin
- Roy Eefting (* 1989), Radrennfahrer
- Martijn Kleermaker (* 1991), Dartspieler
- Annemarie Worst (* 1995), Radrennfahrerin

Mit der Stadt verbundene Personen
- Cora van Nieuwenhuizen (* 1963), Politikerin (weitgehend aufgewachsen)

Ehrenbürger
- Irma Heeren (* 1967), Triathletin und Leichtathletin